# Na rdečem oblaku vinograd rase
Na rdečem oblaku vinograd rase: pravce n štorje od Matajurja do Korade je zbirka slovenskih ljudskih pripovedk, ki jih je sredi dvajsetega stoletja po pripovedovanju zapisoval Pavel Medvešček, ki je zbirko tudi ilustriral. Vsebuje tudi pravljico z istoimenskim naslovom. Zbirka je izšla leta 1990 pri Kmečkem glasu.

## Vsebina pravljice
Stric Matic je vsakič po jedi pil vino in venomer govoril: »To je nebeška kaplica, dar božji.« Otroci tega niso razumeli in so ga spraševali, kako to, da drugi dobijo vino iz kleti, on pa iz nebes. In stric Matic jim je vsakič znova razložil: »Ko se luna pokaze na vrhu [Korade, se hlapec Jakob vsede nanjo in ta ga odnese na rdeči oblak, kjer je vinograd. Tam opravi vsa opravila kakor na zemlji, le da je tam več vode in sonca, grozdje prej dozori in tudi vino je zato boljše.  Ko pade luna nad Staro Goro, Jakob skoči na Zemljo ter se ves utrujen vrne domov. In če kdaj vidite na nebu svetlo stvar, ki leti proti Zemlji, vedite, da je to kočija, ki prinaša nebeško vino.« Preden stric Matic ugotovi, ali je pravljica delovala na otroke, zasmrči na klopi ob mizi.

## Analiza pravljice
Gre za ljudsko pravljico z netipičnimi elementi. Dogajanje je umeščeno v konkreten prostor (Korada, Stara Gora, Sv. Jakob – cerkev na Koradi) in čas (dogaja se zdaj in ne nekoč, pred davnimi časi). Glavni motiv je vzet iz vsakdanjega življenja (vino, vinograd), prav tako je dogajanje v zgodbi del vsakdana. Nastoparjo konkretne osebe, ki bi lahko bile resnične, glavni osebi imata imena (stric Matic, hlapec Jakob). Ne vsebuje tipičnih pravljičnih elementov,  npr.: pravljična števila, ni pravljičnih bitij, nimamo zpleta in razpleta, niso izpostavljene vrednote, ni kontrasta dobro – zlo. Od čudežnega imamo Jakoba, ki gre z luno na oblak ter zlato kočijo, ki se pelje po nebu, vendar sta oba elementa le deloma čudežna, saj nobeden od njiju ni »viden«, lahko si ju le predstavljamo.
Rdeči oblak lahko predstavlja rdečo primorsko prst (terra rossa), ki botruje boljšemu grozdju in posledično boljšemu vinu; prav tako sonce, ki ga je na primorskem veliko, da grozdju primerno sladkost.